# Padberger Fehde
Die Padberger Fehde von 1413 bis 1418 war der Höhepunkt der langen Grenzstreitigkeiten und wiederholten Übergriffe der Herren von Padberg auf das Gebiet der Grafschaft Waldeck und insbesondere der Stadt Korbach.  Mit dieser Fehde, in Padberg als „Korbacher Fehde“ bezeichnet, fanden die Auseinandersetzungen ein vorläufiges Ende.

## Vorgeschichte
1410 trugen die Herren von Padberg die Burg Ober-Ense bei Korbach, in deren Besitz sie um 1350 gelangt waren, dem Erzbischof Friedrich III. von Köln zu Lehen auf. Graf Heinrich VII. von Waldeck duldete jedoch keinen Sitz der Kölner auf seinem Gebiet, sodass dies zu einer Fehde führte, die für die Herren von Padberg mit einer Niederlage endete. Sie mussten sich dem Grafen von Waldeck unterwerfen, der so in der Folgezeit, ebenso wie der Kölner Erzbischof, in den teilweisen Besitz Padbergs gelangte.
Trotz der Unterwerfung gab es immer wieder Übergriffe in das Gebiet der Waldecker durch die allmählich verarmenden Padberger, die sich damit einen Ruf als Raubritter erwarben. Nach einem erneuten großen Viehdiebstahl im Bereich Korbach erlitten die Padberger am 20. Juni 1413 in der so genannten „Padberger Fehde“ wiederum eine Niederlage mit schwerwiegenden Folgen.

## Ablauf am 20. Juni 1413
Nachdem die Korbacher von dem erneuten Überfall erfahren hatten, bewaffneten sie sich mit Handbüchsen, Armbrüsten, Schwertern, Keulen, Stangen und dergleichen und versteckten sich im sogenannten „Rainsgraben“ in der Nähe von Flechtdorf (heute ein Ortsteil der Gemeinde Diemelsee). Ihre Anführer waren Hildebrand Gogrebe und Conrad von Geismar, waldeckische Ministeriale. Es handelte sich wohl um eine relativ kleine Gruppe: Berichtet wird von 24 Reitern und von „Fußtruppen“, deren Gesamtstärke allerdings nicht erwähnt wird. Die Padberger sollen weit in Überzahl gewesen sein, mit 760 Bewaffneten aus dem „Stift Münster“ und dem „Lande von der Marck“, angeführt von Friedrich vom alten Haus Padberg. Sie hatten sich auf der anderen Seite des Rainsgrabens versteckt, mit der Absicht, die Korbacher zu überrumpeln. Die Zahl der Bewaffneten, ihre Herkunft und ihre gesellschaftliche Position lassen deutlich die Mitwirkung der kölnischen Erzbischöfe erkennen.
Nachdem die Padberger Übermacht im Kampf allmählich zurückweichen musste, kam den Korbachern die Sonne zu Hilfe. Die Korbacher Streitmacht umzingelte um die 200 Ritter und brachte etwa 100 Gefangene in das Korbacher Gefängnis. Unter den Gefangenen waren Friedrich von Padberg und zwei weitere „von Padberg“: Gottschalk, der Bruder Friedrichs, und Gottschalk von Padberg vom Neuen Haus. Der Kampf dauerte den ganzen Tag und kostete auf beiden Seiten viele Verwundete. Nur ein Korbacher, so ist der Stadtchronik zu entnehmen, wurde bei dem Kampf getötet. Auf der Seite der Padberger fielen Johann III. vom Alten Haus, und Godeke Droste (= Godeke von Droste) 
Das Korbacher Stadtbuch nennt folgende Gefangene mit Namen:
- Johann Sobben
- Wetzell von Lembecke (Wessel von Lembeck)
- Johann von Summern (wohl Johann von Sümmern, urk. 1400–1430, Menden)[3]
- Herman Twitte (wohl Hermann Twiste)
- Ovirhagen Klatkule (wohl ein Mitglied der Familie Overhagen, Münster[4] oder Schorlemmer zu Overhagen, Lippstadt)
- Frederich von Patbergk
- Godeschalkk von Patbergk

### Reginentag
Der 20. Juni war in dieser Zeit der Heiligen Regina gewidmet und wurde daher als „Reginentag“ bezeichnet. In den Folgejahren wurde der Reginentag zur Erinnerung an diesen Sieg alljährlich feierlich in Korbach begangen. Dieser Brauch ging in der Reformation verloren, wird jedoch heute wieder gepflegt. Die Gruppe Sankt Regina der Schützengilde 1377 Korbach hat es sich zur Aufgabe gesetzt, diesen Brauch zu pflegen.

### Korbacher Stadtchronik von 1623
Der Corbacher Stadtschreiber Philipp Knipschild berichtet in der Chronik von 1623:
(Auszug aus dem Originaltext)
„...Nach Ablauff weniger Tagen, nemblich auf Reginen Tag den 20. Junii bemeldetes 1413. Jahrs, ist Herr Friederich von Pattberg, Ritter, mit einem starcken Hauffen, nemblich sieben hundert und sechzig mit dem Hinterhalt Gewäpneter zu Ross und Fuß und fliegender Fahnen, wiederumb in die Corbachische Feldtmarck gefallen und sich eines großen Raubes an Viehe bemechtiget“.
Zum Schluss erwähnt der Chronist: „Dahero sie hernacher zu ewiger Gedechtnüß berührten S. Reginentag jährlich feyerlich gehalten, bevorab, weil es denen von Corbach unmöglich gewesen, so viel gestrenger, gerüsteter, wehrhafter Männer zu oberweltigen, wan nicht Gott der Allmechtige sonderlich Hülff gethan hätte.“

## Ende und Folgen
Ein Jahr später rächten sich die Korbacher und brannten die Stadt Padberg nieder. Kein Haus blieb erhalten. Außerdem mussten die Padberger im gleichen Jahr große Teile ihrer Herrschaft an die Grafen von Waldeck abtreten. Der Ort wurde danach nur noch unbefestigt wieder aufgebaut. Dafür bestätigten die Grafen von Waldeck den Padbergern erneut die Stadtrechte. 1415 mussten zudem die alte und die neue Burg verpfändet werden, um die hohen Lösegelder und Kriegskosten zu bezahlen. Gottschalk von Padberg bezog seine Wohnung auf dem alten Haus an der Kirche, der Sparrenburg. Noch im selben Jahr schlossen Kurköln und die Waldecker einen Vertrag, der beide Burgen an Köln gab. Gottschalk und Friedrich übertrugen den Kölnern ihre Anteile an der Herrschaft Padberg und ihre Burgen und verließen Padberg.
Ein Jahr später kam es dann zu einem Burgfrieden zwischen Friedrich von Padberg vom alten Haus und dem Grafen von Waldeck sowie zu einem Familienpakt zwischen den beiden Häusern Padberg.
Die Fehde flammte 1418 noch einmal auf, als die Padberger wieder in waldeckisches Gebiet einfielen. Diesmal nahmen die Korbacher 17 Gefangene. Zwei von ihnen wurden zur Abschreckung bei Dingeringhausen an der Landwehr gehenkt. Der Gefangene Johann vom alten Haus Padberg wurde erst 1421, gegen ein Lösegeld von 2000 Goldgulden, freigelassen.

## Urfehde
Im Stadtarchiv Korbach sind folgende Urfehdebriefe erhalten, in denen sich die Unterzeichner zur Beendigung der Fehde verpflichteten:
- 18.10.1413 – Johann Sobbe, des verstorbenen Herrn Egelbracht Sobbe Sohn – Lüdenscheid – 700 rheinische Gulden – Bürgen: Godert und Henneke von Hanxleden, Brüder, Bernd Ovelacker und Gerwin Werminchus. (= Johann Sobbe, Amtmann zu Menden)[8]
- 19.11.1413 – Rotger von Neuhoff gen. Duve – Lüdenscheid: Johann Stracke, Gogreve und Richter.  (= Rotger von Neuhoff, Amtmann in Lüdenscheid 1411–1450)[9]
- 04.12.1413 – Hermann Hemmstede – Steinfurt: Johann von Wohoff, Richter – Bürgen: Everd van Baclo, Herman de Hane, Rabold von Esschendorp und Dietrich von Rene – Zeugen: Bernd von Wulphem, Hinrich von Osterholt, Dietrich Desenberch, Johann von Ochtorpe, Kürgenossen und Beisitzer des Gerichts. (= Hermann Hemstede gen Kule (anders geheißen Kule). Gleicher Eintrag am 12. November 1414)
- 25.01.1414 – Henne Nune – Siegler: Otto Runst. (= wahrscheinlich Johann Nuhn, aus Frankenberg)
- 25.01.1414 – Johann Ekelnberg.  (= Johann Eickelborn, Erwitte)[10]
- 13.02.1414 – Johann Clot – 150 rheinische Gulden – Bürgen: Junker Bertold v. Büren und Heinrich Byschop. (= Johann von Cloedt, Erbburgvogt und Kastellan zu Mark 1431, Herr zu Nateln 1439)[11]
- 22.02.1414/15 – Hermann Corthauer, anders genannt Rype – Siegler: Goswin von Velmede.
- 07.04.1414 – Dietrich Ketil. (= Dietrich Hackfort gen. Ketel aus Vorden, Niederlande)
- 26.04.1414 – Friedrich und Gottschalk, Gebrüder von Patberg aus dem alten Hause, Friedrich und Johann die Söhne des ersteren – Bürgen: Broseke von Viermund, Wolff von Gudenberg und Hans Huck. (= Friedrich V. vom alten Haus Padberg, urk. 1366–1417, gest. 1417, Ritter 1391, kölner Amtmann zu Medebach 1403, hessischer Amtmann zu Frankenberg 1410, Burgmann zu Lichtenfels 1406; Gottschalk III. vom alten Haus Padberg, urk. 1372–1415, Knappe 1404; Friedrich VI. vom alten Haus Padberg, urk. 1411–1455, gest. 1458, Knappe 1418, Amtmann zu Frankenberg 1436, 1456; Johann IV. vom alten Haus Padberg, urk. 1414–1458, gest. 1466, Amtmann zu Frankenberg 1436, 1456, 1458)
- 02.05.1414 – Johann Kersekorff, Dietrich von Apelderbecke, Arne von Hamm, Dietrich von Dingen, Kurt von Dungeln und Herbord von Velsten. (= Johann Kirskorff, Stammsitz Biesenborg, Ksp. Düffelward, Cleve;[12] Diterich von Aplerbeck, urk. 1400–1419, Mark;[13] Arnd von Hamm, belehnt mit Haus Ulenbrock 1437, Mark;[14] Dietrich von Dingen, urk. 1411–1416, Mark;[15] Conrad von Düngeln (zu Bladenhorst), Mark;[16] Herbert von Velsten, urk. 1412–1414, Mark)[17]
- 02.07.1414 – Hermann von Penclinck, Bertolds Sohn, und Johann von Westhilbeke. (= Hermann Pentlinck zu Hilbeck, urk. 1410–1426, Werl, Mark;[18] Westhilbeck ist eine Ortschaft bei Werl, bei Hiklbeck; möglicherweise handelt es sich hier um Johann Pentlinck, urk. 1421)
- 12.11.1414 – Hermann Hemstede gen. Kule.
- 22.01.1415 – Gottschalk und Friedrich vom neuen Haus Padberg. (= Gottschalk III. vom neuen Haus Padberg, urk. 1368–1426;  Friedrich II. vom neuen Haus Padberg, urk. 1375–1416, gest. 1421)
- 07.02.1415 – Peter der Duvel.  (= Peter gen. Düvel)[19]
- 23.04.1415 – Johann Vrydagh. (= Johann Fridach)[20]
- 04.05.1415 – Dress von der Heyge. (= Drees von der Heygen, Attendorn)[21]
- 15.05.1415 – Johann von Besten - Dorsten.
- 18.06.1415 – Wilhelm v. Steybergh.
- 03.08.1415 – Maes von der Bransborch. (= Familie auf Haus Bransenborch bei Steenderen, Bronckhorst, Niederlande)
- 23.08.1415 – Ernst v. Bodelswengel.  (= Ernst von Bodelswing)[22]
- 24.08.1415 – Heinrich Nase.
- 26.08.1415 – Meynrich von Wernne.  (= Meinrich von Werne)[23]
- 13.11.1415 – Hermann von Münster. (= Hermann von Münster, urk. 1421)[24]
- 21.01.1416 – Kurt Meppen und Jakob ute Prouse - Siegler: Dietrich von Ore.  (= Conrad von Meppen, urk. 1383, Münster;[25]  Jakob aus Preußen)
- 18.04.1416 – Maes von der Bransborch.
- 16.05.1416 – Jakob Wurm – Siegler: Bernd von dem Vorste.
- 20.05.1417 – Richwin v. Tydlynkussen – Siegler: Broeske von Vermynne (= Broseke von Viermund).
- 15.07.1418 – Johann Plettenborch. (= Johann von Plettenberg)